# Sozialistische Partei der Ukraine

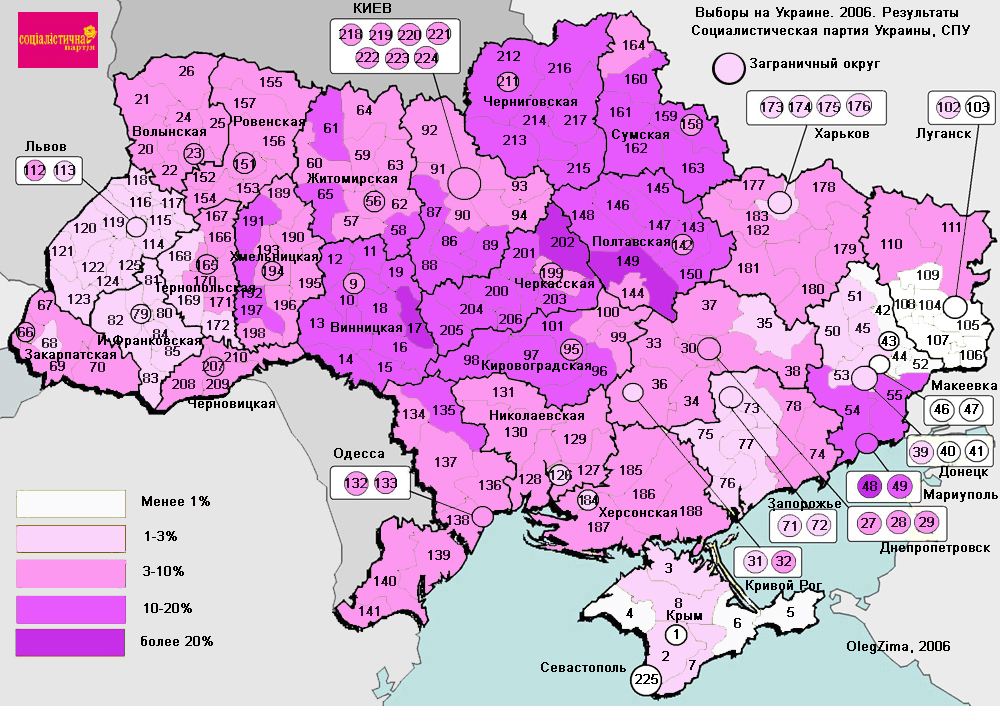
Parlamentswahlen 2006: Abschneiden nach Regionen

Die Sozialistische Partei der Ukraine (SPU) ist eine linke politische Partei in der Ukraine. Als Reaktion auf den russischen Überfall auf die Ukraine wurden durch den Nationalen Sicherheitsrat der Ukraine am 20. März 2022 aufgrund des Vorwurfs von Verbindungen zur Russischen Föderation sämtliche politischen Aktivitäten der Partei für die Dauer des Ausnahmezustands verboten.

## Geschichte
Die SPU ist mit dem Registrierungsjahr 1991 eine der ältesten Parteien der unabhängigen Ukraine. Sie wurde nach dem Verbot der Kommunistischen Partei der Ukraine (KPU) gegründet und vertrat zunächst eher orthodox-marxistische Positionen. Vorsitzender der Partei ist seit 1991 Oleksandr Moros. Moros war Präsidentschaftskandidat der SPU bei den Wahlen 1994, 1999 und 2004 und erreichte mit 13,04 %, 11,29 % und 5,81 % der Stimmen jeweils den dritten Platz. Nach den Präsidentschaftswahlen 2004 unterstützte er den späteren Präsidenten Wiktor Juschtschenko. Am 6. Juli 2006 wurde Moros mit Unterstützung der Partei der Regionen, der Sozialistischen Partei und der Kommunistischen Fraktion zum Präsidenten des ukrainischen Parlaments, der Werchowna Rada, gewählt.
Nach den Parlamentswahlen vom 26. März 2006 verhandelte die SPU zunächst mit den Wahlblöcken Nascha Ukrajina und Blok Juliji Tymoschenko über die Bildung einer Regierungskoalition, unterzeichnete schließlich aber einen Koalitionsvertrag mit der Partei der Regionen von Wiktor Janukowytsch und der Kommunistischen Partei der Ukraine.
Bei den Parlamentswahlen 2007 scheiterte die Sozialistische Partei mit 2,86 % der Stimmen knapp an der Drei-Prozent-Hürde. Das schlechte Abschneiden stürzte die Partei in eine tiefe Krise. Forderungen innerhalb der Partei nach einem Rücktritt Moros' wurden jedoch letztlich zurückgewiesen. Die SPU legte, wie auch vier weitere Parteien, beim Obersten Gericht der Ukraine Beschwerde gegen den Ablauf der Wahl ein und beklagte Unregelmäßigkeiten bei der Auszählung. Die offizielle Bekanntgabe des Endergebnisses wurde daraufhin vorerst untersagt. Nachdem sich das Gericht mit der Untersuchung der Vorwürfe beschäftigt hatte, wurde die Beschwerde der SPU zurückgewiesen und der Weg für die Feststellung des amtlichen Endergebnisses freigemacht.
Der achte Parteitag der SPU im November 2007 wählte Moros erneut zum Vorsitzenden. Stanislaw Nikolajenko zog als einziger Kontrahent seine Kandidatur kurz vor der Wahl zurück. Im Juli 2010 wurde der damalige ukrainische Wirtschaftsminister Wassyl Zuschko, der als Vertrauter von Wiktor Janukowytsch gilt, zum Vorsitzenden der SPU gewählt, Zuschko hatte dieses Amt bis August 2001 inne. Bei den Parlamentswahlen 2012 erreichte die SPU nur 0,45 % der Stimmen und verfehlte damit deutlich den Einzug in die Werchowna Rada.

## Politische Ausrichtung und Bedeutung
Die SPU positioniert sich politisch zwischen der wiedererstandenen kommunistischen Partei und den miteinander konkurrierenden sozialdemokratischen Parteien der Ukraine. Im Jahr 2003 hatte die Partei 70.000 Mitglieder. Seitdem sank ihre politische Bedeutung durch mehrere verlorene Wahlen und dem Scheitern bei den Parlamentswahlen 2007 erheblich.
Im Februar 2008 wurde bekannt, dass die in Umfragewerten auf niedrigem Niveau stagnierende SPU eine Vereinigung mit anderen Parteien links der Mitte erwog. Im Vordergrund stand hier ein Zusammenschluss mit der Vereinten Sozialdemokratischen Partei der Ukraine. Dieses Vorhaben fand schließlich keine Umsetzung. Bei den vorgezogenen Wahlen zum Kiewer Stadtparlament sowie zum Amt des Bürgermeisters erreichte die SPU 0,29 % der Stimmen. Den Bürgermeisterkandidaten Mykola Danylin unterstützten 0,15 % der Wähler. Angesichts des schlechten Wahlergebnisses erklärte Danylin, der auch Vorsitzender des Kiewer Stadtverbandes der SPU war, seinen Austritt aus der Partei und bezeichnete diese als „gestorben“  und „nicht mehr als ein Business-Projekt von Moros und Co.“ Angesichts der Möglichkeit erneuter vorgezogener Neuwahlen zur Werchowna Rada rief Oleksandr Moros im September 2008 die Kommunistische Partei der Ukraine zur Bildung einer linken Wahlallianz auf.

## Bedeutende Persönlichkeiten
- Oleksandr Moros, langjähriger Vorsitzender und mehrfacher Präsidentschaftskandidat
- Wassyl Zuschko, zeitweise Vorsitzender der SPU und ehemaliger ukrainischer Innenminister